# والتر أدولف
والتر أدولف هو طيار بطل روماني، ولد في 11 يونيو 1913 في Hemeiuș ‏ في رومانيا، وتوفي في 18 سبتمبر 1941 في Blankenberge ‏ في بلجيكا.